# Golnar
Golnar (in persiano گلنار‎, traslitterato anche Gulnar) è un nome proprio di persona persiano femminile.

## Varianti in altre lingue
- Azero: Gülnar[1], Gülnarə[1], Gulnara[1]
- Georgiano: გულნარა (Gulnara)[1]
- Kazako: Гульнар (Gulnar)[1], Гульнара (Gulnara)[1]
- Kirghiso: Гульнара (Gulnara)[1]
- Russo: Гульнара (Gul'nara)
- Tataro: Гөлнара (Golnara)[1]
- Uzbeco: Gulnora[1]

## Origine e diffusione

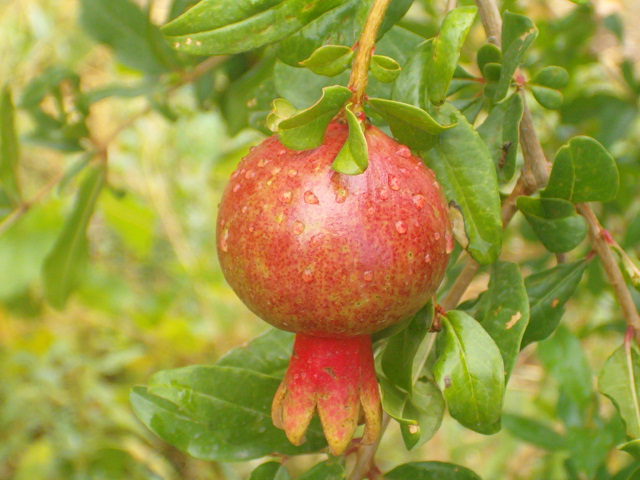
Un frutto di melograno

È composto dai termini persiani گل (gol, "fiore", "rosa") e انار (anar, "melograno"); il primo dei due termini si ritrova anche nei nomi Nazgul e Nurgül.

## Persone

### Varianti
- Gulnara Gabelia, calciatrice georgiana
- Gulnora Karimova, politica, cantante e stilista uzbeka
- Gul'nara Samitova-Galkina, atleta russa